# 麻家集镇
麻家集镇，是中华人民共和国甘肃省定西市渭源县下辖的一个乡镇级行政单位。

## 行政区划
麻家集镇下辖以下地区：
楞坎村、毗达村、袁家河村、路西村、麻家集村、漆家沟村、宗丹村、乔家滩村、四沟村和土牌湾村。